# Fan Bingbing
Fan Bingbing (Yantai, 16 settembre 1981) è un'attrice, cantante e produttrice cinematografica cinese.

## Biografia
Nasce a Yantai. Si diploma presso lo Shanghai Xie Jin Film and Television Art College, laureandosi poi alla Shanghai Theatre Academy.
Nel 1998 inizia la sua carriera da attrice interpretando il ruolo secondario di Jin Suo nella serie televisiva cinese Huan zhu ge ge, adattamento di una serie di romanzi dello scrittore taiwanese Chiung Yao. Nel 2000 viene scritturata dalla Huayi Brothers Media per un contratto di sei anni, durante i quali recita in alcune serie televisive. Nello stesso periodo partecipa a diversi film come i wuxia Ngo ga yau yat chek hiu dung see (2002) e La spada e la rosa (2004), la commedia drammatica di Feng Xiaogang Shou ji (2003), Qing dian da sheng (2005), Battle of Wits (2006), Xin zhong you gui (2007) e Dou fo sin (2007).
Frattanto nel 2005 pubblica il suo primo album discografico dal titolo Just Begun.
Nel 2009 recita nel film Bodyguards and Assassins, per il quale riceve una candidatura come miglior attrice non protagonista agli Hong Kong Film Awards. Nel 2010 ottiene poi il premio come miglior attrice al Tokyo International Film Festival per la sua interpretazione nel film di Li Yu Buddha Mountain. Nel 2013 viene scelta per interpretare Blink in X-Men - Giorni di un futuro passato, di Bryan Singer. Inoltre recita in alcune scene esclusive, girate in Cina, del film Iron Man 3: le sequenze non appaiono nelle versioni occidentali del film, ma solo in quella cinese, dove Fan Bingbing è anche accreditata nei titoli di coda. Nel 2016 partecipa a diverse produzioni cinesi e recita a fianco di Jackie Chan in Skiptrace - Missione Hong Kong, diretto da Renny Harlin. Nel 2022 recita nel film di spionaggio di Simon Kinberg Secret Team 355 insieme a Jessica Chastain, Penélope Cruz e Diane Kruger.

## Vita privata
Fan Bingbing è fondatrice del progetto Hearth Ali, mirato ad aiutare i bambini che soffrono di difetti congeniti al cuore nella prefettura di Ngari, in Tibet.
Nel 2010 viene inserita al primo posto nella classifica delle "50 Most Beautiful People in China" della rivista Beijing News, mentre nel 2012 Forbes la pone al terzo posto nella Forbes China Celebrity List, classifica di cui raggiunge la prima posizione nel 2013.
Nel 2018 è sparita per circa tre mesi, in seguito a un'indagine per evasione fiscale. Secondo il South China Morning Post è stata detenuta nello Jiangsu.

## Filmografia

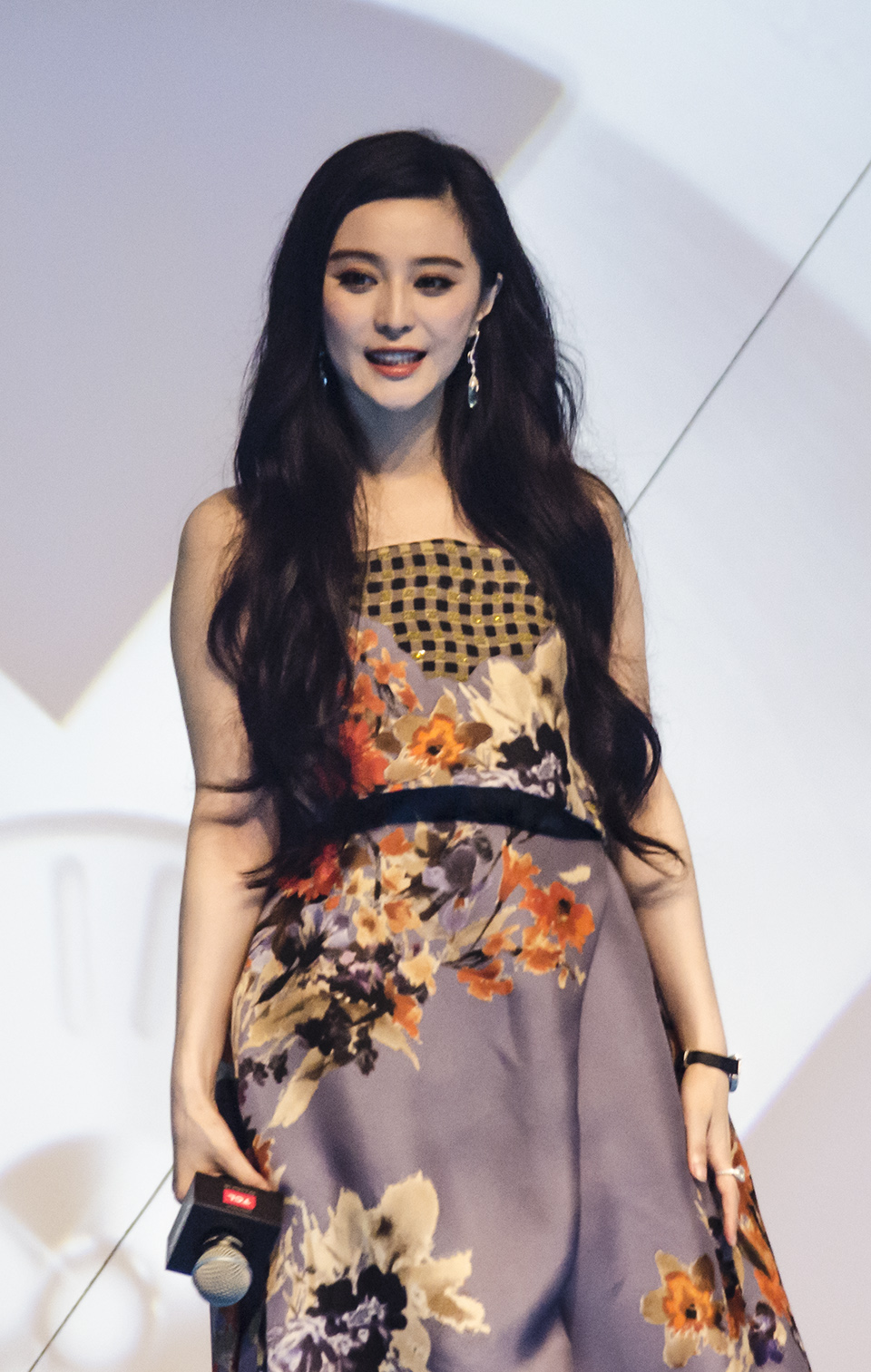
Fan Bingbing nel 2014 all'anteprima sud-est asiatica di X-Men - Giorni di un futuro passato

### Cinema
- Ngo ga yau yat chek hiu dung see, regia di Joe Ma (2002)
- Shou ji, regia di Feng Xiaogang (2003)
- La spada e la rosa (Chin Kei Bin 2 - Fa Tou Tai Kam), regia di Corey Yuen e Patrick Leung (2004)
- Qing dian da sheng, regia di Jeffrey Lau (2005)
- Battle of Wits, regia di Jacob Cheung (2006)
- Xin zhong you gui, regia di Hua-Tao Teng (2007)
- Ai qing hu jiao zhuan yi, regia di Jianya Zhang (2007)
- Ping guo, regia di Li Yu (2007)
- Gei sun yan, regia di Ping Ho (2007)
- Flash Point (Dou fo sin), regia di Wilson Yip (2007)
- He yue qing ren, regia di Alfred Cheung (2007)
- Jing mou moon, regia di Huayang Fu (2008)
- La vendetta del dragone (San suk si gin), regia di Tung-Shing Yee (2009)
- Mai tian, regia di Ping He (2009)
- Fei chang wan mei, regia di Eva Jin (2009)
- Bodyguards and Assassins (Shi yue wei cheng), regia di Teddy Chan (2009)
- Mei loi ging chaat, regia di Jing Wong (2010)
- Dong feng yu, regia di Yunlong Liu (2010)
- Chongqing Blues (Rizhao Chongqing), regia di Wang Xiaoshuai (2010)
- Buddha Mountain (Guan yin shan), regia di Li Yu (2010)
- Zhao shi gu er, regia di Chen Kaige (2010)
- Stretch, regia di Charles de Meaux (2011)
- Shaolin (Xin shao lin si), regia di Benny Chan (2011)
- The Founding of a Party, regia di Sanping Han e Jianxin Huang (2011)
- Mai wei, regia di Je-kyu Kang (2011)
- Er ci pu guang, regia di Li Yu (2012)
- One Night Surprise, regia di Eva Jin (2013)
- Iron Man 3, regia di Shane Black (2013)
- The White Haired Witch of Lunar Kingdom, regia di Jacob Cheung (2014)
- X-Men - Giorni di un futuro passato (X-Men: Days of Future Past), regia di Bryan Singer (2014)
- Wan wu sheng zhang, regia di Yu Li (2015)
- Wang chao de nu ren: Yang Gui Fei, regia di Shiqing e Tian Zhuangzhuang (2015)
- Skiptrace - Missione Hong Kong (Skiptrace), regia di Renny Harlin (2016)
- Le portrait interdit, regia di Charles de Meaux (2016)
- Feng shen bang, regia di Koan Hui (2016)
- I Am Not Madame Bovary (Wo bu shi Pan Jin Lian), regia di Feng Xiaogang (2016)
- Jue ji, regia di Jingming Guo (2016)
- Sky Hunter, regia di Chen Li (2017)
- Secret Team 355 (The 355), regia di Simon Kinberg (2022)
- The King's Daughter, regia di Sean McNamara (2022)
- Green Night, regia di Shuai Han (2023)

### Televisione
- Huan zhu ge ge – serie TV, 24 episodi (1998)
- Qin Shi Huang – serie TV (2001)
- Jiangshan Weizhong – serie TV (2002)
- The Proud Twins – serie TV (2005)
- Da bao zha – serie TV (2006)
- Eight Heroes – serie TV (2006)
- Feng shen bang – serie TV (2007)
- Da Tang Fu Rong Yuan – serie TV (2007)
- Feng shen bang 2 – serie TV (2009)
- Jin Da Ban – serie TV (2009)
- Wu Meiniang chuanqi – serie TV, 82 episodi (2014)

## Riconoscimenti
- Hundred Flowers Awards
  - 2004 – Migliore attrice per Shou ji
- Golden Horse Film Festival
  - 2007 – Migliore attrice non protagonista per Xin zhong you gui
- Tokyo International Film Festival
  - 2010 – Migliore attrice per Buddha Mountain
- Beijing College Student Film Festival
  - 2011 – Migliore attrice per Buddha Mountain
- Huading Awards
  - 2012 – Migliore attrice per Er ci pu guang
- Festival Internazionale del Cinema di San Sebastián
  - 2016 – Concha de Plata alla migliore attrice per I Am Not Madame Bovary
- Asian Film Awards
  - 2017 – Asian Film Awards per la migliore attrice per I Am Not Madame Bovary
- Golden Rooster Awards
  - 2017 – Migliore attrice per I Am Not Madame Bovary
- Singapore International Film Festival
  - 2023 – Cinema Icon Award